# Лекинский говор
Ле́кинский го́вор — среднерусский говор, распространённый в юго-восточной части современного Шатурского района Московской области. Входит в отдел Б восточных среднерусских говоров. В широком смысле понимается не только как говор деревни Лека, но и как говор соседних с ней населённых пунктов местности Ялмать. Является предметом изучения диалектологов с 1910-х годов (И. Г. Голанов, Н. Н. Дурново, А. А. Шахматов, С. С. Высотский, С. В. Бромлей, Т. С. Коготкова, Л. Л. Касаткин, Р. Ф. Касаткина).
Лекинский говор характеризуется рядом архаичных диалектных черт. В их числе семифонемная система ударного вокализма, дифтонгическая реализация гласных фонем, древняя система предударного вокализма, цоканье (до настоящего времени не сохранилось), сохранение твёрдости согласных в позиции перед /е/ и т. д.

## Область распространения
Лекинский говор был распространён в местности под названием Ялмать.
Название местности происходит от наименования реки Ялмы. В дореволюционных источниках современный правый рукав реки Пры (от деревни Ефремово до Великодворья) обозначался как левый рукав реки Ялмы. До начала XX века в месте слияния озёр Святого, Дубового и Шагара располагалось село Ялмонт. В писцовой книге Владимирского уезда 1637—1648 гг. упоминается Ялманская кромина волости Муромского сельца. Исторически ялматские селения принадлежали к одному Николо-Ялматскому приходу, выделившему из себя три новых — Архангельский, Казанский и Пятницкий.
Границы Ялмати были описаны местным жителем И. С. Гришкиным. Восточной границей служила река Пра, северная проходила от озера Святого до деревни Филинской, далее граница проходила по лесному массиву и реке Ялме до села Фрол, от которого шла южная граница по Касимовской дороге (современное Егорьевское шоссе) до деревни Евлево. В границах Ялмати располагались следующие селения: сёла Архангельское, Фрол, Шеино (Казанское) и Ялмонт; деревни Волово, Воропино, Высоково, Высокорёво, Ганино (Симонцово), Горелово, Дёмино, Дорофеево, Дубасово, Евлево, Ефремово, Зименки, Ивановская, Казыкино, Коренец, Лека, Маврино, Муравлёвская, Ново-Черкасово, Перхурово, Погостище, Пронино, Пышлицы, Пятница, Савинская, Семёновская, Старо-Черкасово, Сычи, Тельма, Тюрьвищи, Тюрьвищи (Шишкино), Филелеево, Филимакино, Филинская, Филисово, Ханино, Чисома, Шестимирово (Бычки), Шеино, Югино, Якушевичи.

## Особенности говора
Наиболее характерными особенностями лекинского говора в начале XX века были:
1. Наличие цоканья — на момент исследования говора А. А. Шахматовым сохранялось преимущественно у женщин;
2. Произношение /ф/ вместо /х/ в конце слога: на нога́ф;
3. Узкое /е/ перед отвердевшим /ц/;
4. Мягкое /к/ после мягкой согласной предшествующего слога: банькя;
5. Произношение в некоторых словах дифтонга /уо/, /ўо/ вместо /о/: кўофта, пуошта;
6. В ударном положении Ѣ (ять) произносилась как дифтонг /ие/[7].

## История изучения
Лекинский говор изучается на протяжении столетия с 1912 года. Впервые говор был описан академиком А. А. Шахматовым в работе Описание Лекинского говора Егорьевского уезда Рязанской губернии в 1914 году. Шахматов исследовал говор во время двух кратковременных пребываний в деревне Леке в конце декабря 1912 года и в начале апреля 1913 года. Учёному в работе помогал местный житель И. С. Гришкин. В 1916 году описание Ялмати, подготовленное Гришкиным, а также его наблюдения над звуками Лекинского говора были опубликованы Сборнике отделения русского языка и словесности императорской академии наук (том 95, № 1).
Летом 1945 года в Леку приезжала экспедиция Института русского языка РАН под руководством профессора С. С. Высотского с целью сбора материала для Диалектологического атласа, а также изучения говора деревни. В результате этой работы в 1949 году вышла статья С. С. Высотского «О говоре д. Лека» в Материалах и исследованиях по русской диалектологии, Т. 2.
В 1992 и 2007 гг. лекинский говор исследовался экспедиционной группой Института русского языка РАН в составе профессоров Касаткина Л. Л. и Касаткиной Р. Ф., а также профессора Рурского университета города Бохум К. Заппока. В 1992 году ученые посетили Леку, Старо-Черкасово и Шеино. В результате новых исследований вышла статья Новые наблюдения над говором д. Лека (По следам А. А. Шахматова и С. С. Высотского). В 2007 году исследовался говор Леки, Ново-Черкасово, Погостищи и Горелово. Учёные сделали вывод, что некоторые особенности говора ещё сохранялись в речи старшего поколения жителей Ялмати.